# Gelanor fortuna
Espèce
Gelanor fortuna est une espèce d'araignées aranéomorphes de la famille des Mimetidae.

## Distribution
Cette espèce est endémique du Panama.

## Description
Le mâle holotype mesure 4,16 mm et la femelle paratype 5,19 mm.

## Publication originale
- Benavides & Hormiga, 2016 : Taxonomic revision of the Neotropical pirate spiders of the genus Gelanor Thorell, 1869 (Araneae, Mimetidae) with the description of five new species. Zootaxa, no 4046(1), p. 1-72.